# Покровское (городской округ Семёновский)
Покро́вское — деревня в составе Шалдежского сельсовета городского округа Семёновский Нижегородской области России.
Деревня располагается на правом берегу реки Керженец к востоку от города Семёнов, в 10 км от железнодорожной станции Семёнов.
Образовалась в середине XVII века.
В деревне родился поэт Борис Корнилов (1907—1938).

## Население
| 2002 | 2010 |
| ---- | ---- |
| 53   | ↗68  |